# Tripartite

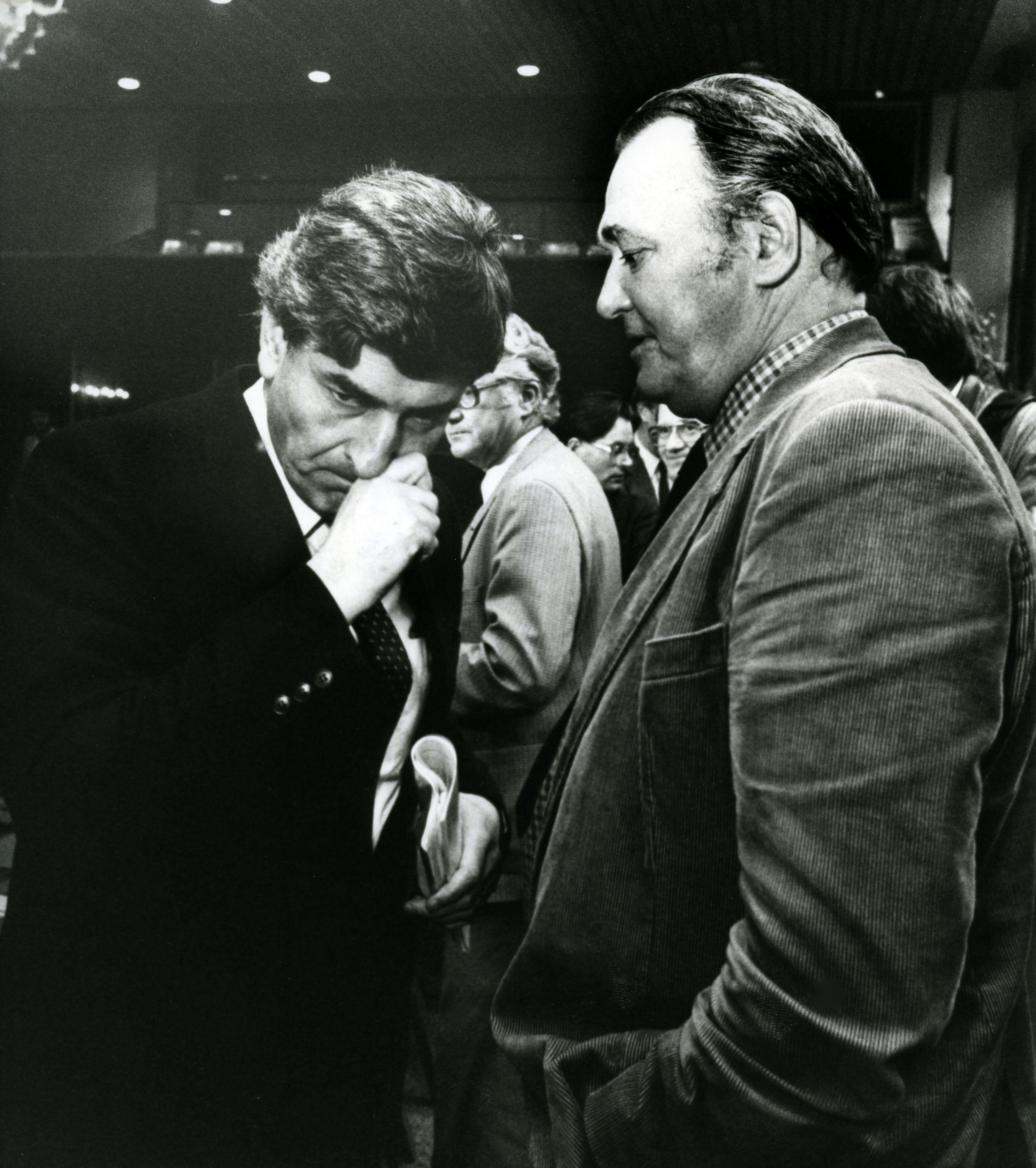
Herman Bode (FNV) in gesprek met premier Ruud Lubbers tijdens een tripartite-overleg van vakfederatie, kabinet en werkgevers, SER gebouw Den Haag, 19 oktober 1984

Een tripartite of driepartijenregering is een regering waarbij drie partijen een coalitie vormen. 
In België wordt de term 'tripartite' (ook wel 'klassieke tripartite') gebruikt om een coalitie van de drie zogenaamde 'traditionele partijen' aan te duiden: christendemocraten (CD&V/Les Engagés), liberalen (Open Vld/MR) en socialisten (Vooruit/PS). Een voorbeeld daarvan is de federale regering-Di Rupo, die van 2010 tot 2014 aan de macht was. 